# Tiasmyn
Tiasmyn (ukrainska och ryska: Тясмин, translittererat Tiasmin) är en 164 kilometer lång högerbiflod till Dnepr i Kirovohrad och Tjerkasy oblast i Ukraina. Floden rinner ut i Dnepr vid dess västra (högra) strand vid Krementjukreservoaren. Avrinningsområdet är 4 540 km². Städerna Smila och Tjyhyryn är belägna vid floden.